# 보로냐강

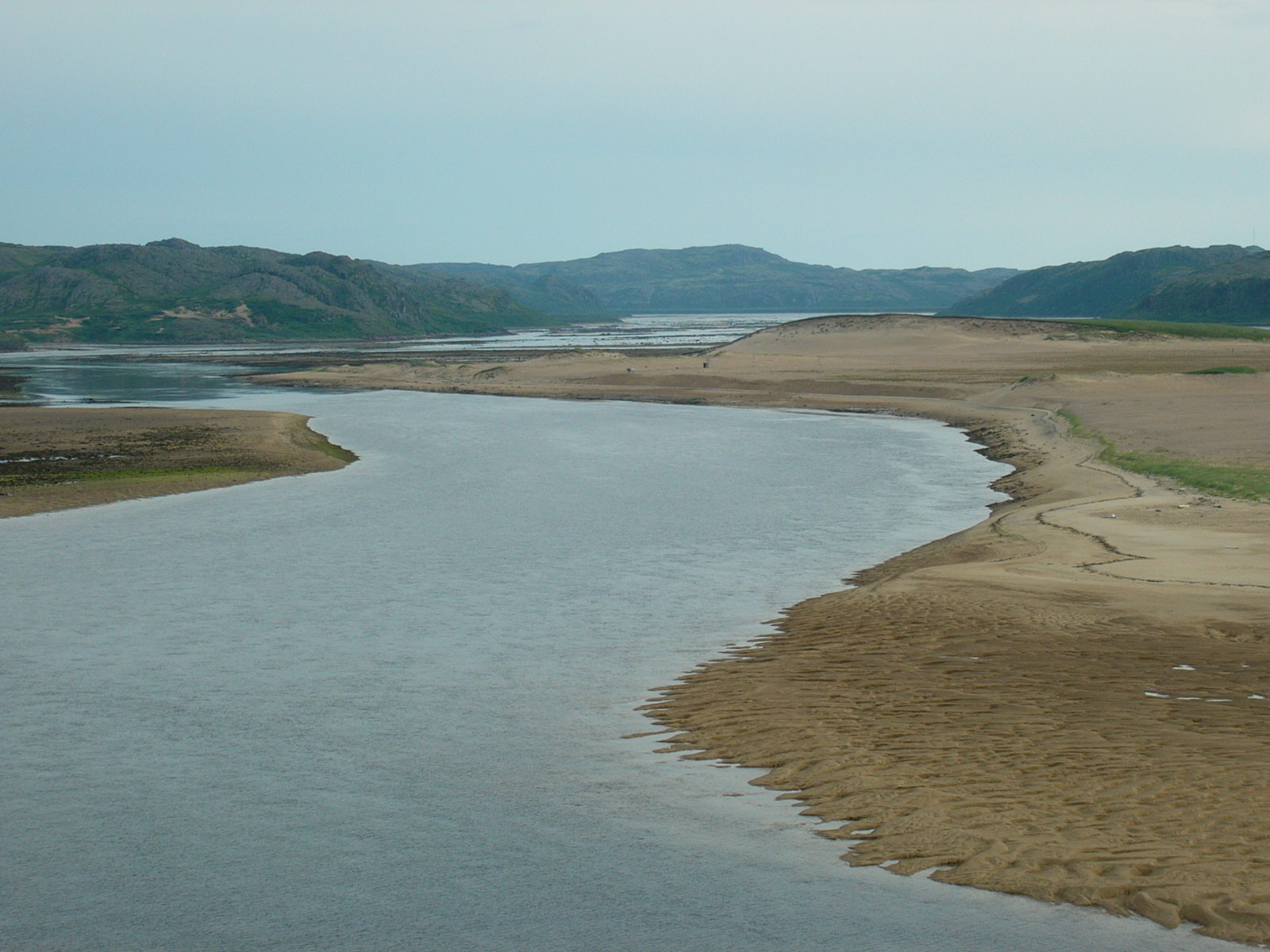

보로냐강(러시아어: Воронья)은 콜라반도에 위치한 강으로, 유역 길이는 155 km이다. 유역면적은 9,940 km2이다. 로보제로호에서 빠져나간 다음, 백해로 흘러 들어간다.